# Arengario di Monza
L'Arengario è un edificio storico situato nel centro di Monza; si trova in piazza Roma: da qui si dipartono tutte le vie principali di Monza.

## Storia
L'Arengario è l'antico Palazzo Comunale della città di Monza e risale al XIII secolo. Sopra la porta d'ingresso dell'edificio si trova una lapide per commemorarne la costruzione. "MCCXCIII de mense iuni ... in regimine nobilis et potentis militis domini Petri Vicecomitis potestatis burgi de Modoetia factum fuit hoc opus". (Questa opera fu fatta il mese di giugno 1293, sotto il regime del nobile e potente milite Pietro Visconti, podestà del borgo di Monza).
Costruito a margine del Pratum magnum cioè della storica piazza del mercato, è il più importante edificio civile della città ed è il simbolo dell'autonomia comunale. La sua costruzione fu probabilmente motivata dalla scomunica che nel 1250 colpì il podestà dell'epoca. Infatti a quei tempi i magistrati municipali ed il podestà Bono avevano abitudine di utilizzare abusivamente la cortina del Duomo, un porticato antistante la chiesa ed ora scomparso, per le riunioni assembleari e per lo svolgimento del mercato.
Si rese dunque necessario costruire un edificio che ospitasse le varie attività comunali. Ogni mese infatti il podestà presiedeva non solo le sedute del tribunale, ma anche il "Consiglio dei Maggiori" composto da ben 150 cittadini eletti. Serviva dunque una vasta sala che potesse accogliere un numero importante di persone. Il corpo principale è a pianta rettangolare con i lati rispettivamente di 30,3 m e di 12,4 m. La tipologia dell'edificio a porticato inferiore (usato in antico per il mercato) che sostiene la vasta sala superiore, un tempo usata per i consigli comunali e per le assemblee dei mercanti, si richiama direttamente all'esempio poco anteriore del Palazzo della Ragione di Milano (1228) (detto anche Broletto Nuovo) di Piazza Mercanti a Milano. Si tratta di un edificio in mattoni con decori bicolore sovrastanti le finestre ogivali in stile neo-romanico. Il portico è caratterizzato da arcate a sesto acuto poggianti su pilastri la cui base è ricoperta con lastre di pietra. Si tratta di 18 pilastri posti su tre file di sei lungo l'asse nord-sud, due sui lati esterni ed una all'interno. Nel porticato erano custodite le unità per le misure medievali ad uso dei commercianti (oggi presso i Musei Civici di Monza).
Sulla facciata a sud, a capanna, è una loggetta in pietra, aggiunta nel 1380, detta in dialetto la Parléra, da cui venivano letti i decreti del Comune.
L'antico accesso alla sala superiore avveniva lungo il fianco orientale tramite due scale esterne alla porta di cui sono tuttora visibili le tracce. Oggigiorno è visibile una scala metallica che ha la funzione di uscita di sicurezza. Esisteva inoltre un passaggio sospeso che collegava l'Arengario con la residenza privata del podestà oggi scomparsa. La grande sala superiore, a capriate di legno poggianti su mensole di pietra, è adibita a sala d'esposizione per mostre d'arte e rassegne culturali. Oggigiorno vi si accede dal lato nord attraverso una scala collocata nella torre, mentre un tempo vi era una scala a due rampe posta lungo il lato est.
A metà del XIV secolo venne aggiunta una torre campanaria a pianta quadrata. A 27 metri si apre la cella campanaria con due monofore a sesto acuto sopra la quale si trova il giro di ronda coronato da merli ghibellini e sormontato da una cuspide ottagonale con puntale che culmina ad un'altezza di 44 metri.
Nel 1347, l'arciprete Leone dei Frisi vi fece collocare uno dei primi orologi a ruota d'Italia, il terzo dopo quelli di Milano (sulla torre di San Gottardo) e di Padova. L'orologio venne costruito da Giovanni Dondi.
Nel Settecento il grande salone divenne sede del tribunale e fu collegato al Palazzo Pretorio, ora scomparso, tramite una passerella sul lato ovest. Nell'Ottocento si pensò di demolire l'edificio, idea abbandonata grazie al progetto dell'Ingegner Villa che lo riadattò a sede della Pretura. Tuttavia il progetto comportò delle modifiche come la suddivisione della grande sala interna e l'apertura di alte bifore in asse agli archi.

## Restauri
Nel 1881 si notarono alcune fessure nel pilastro sud-est della torre che diedero l'avvio ad uno studio approfondito dell'edificio. Nel 1890 veniva pubblicato lo studio "Il Palazzo Comunale detto Arengario di Monza" con prefazione di Luca Beltrami, che ancora oggi costituisce un documento essenziale nello studio dell'edificio. In quegli anni si eseguirono numerosi lavori, fra cui la ricostruzione della scala lignea interna alla torre, senza tuttavia risolvere i problemi di fragilità.
Nel 1903 furono spostati gli uffici del tribunale e demolito l'attiguo Palazzo Pretorio. Vi furono numerosi progetti per il recupero dell'edificio e fu solo nel 1910 che fu approvato un progetto molto simile a quello presentato cinque anni prima dall'Ing. Ottorino Jotta, in cui si ripristinava la struttura originale della grande sala, e le aperture del lato est. I lavori terminarono nel 1915.
Il secondo grande intervento si ebbe tra il 1966 e il 1967 su progetto dell'Arch. Luigi Ricci. Si volle dare alla grande sala la duplice funzione museale e espositiva ed a tale scopo si creò un secondo livello lungo il perimetro, nel quale furono esposti i reperti di epoca romana e medioevale, e un corpo espositivo centrale articolato con pannelli ripiegabili. Si colse l'occasione per dotare l'edificio di un moderno impianto elettrico e di riscaldamento.
Attualmente l'Arengario è adibito a spazio espositivo, mentre le collezioni hanno trovato una collocazione definitiva nei Musei Civici di Monza posti nell'antica Casa degli Umiliati in via Teodolinda 4.

## Galleria d'immagini

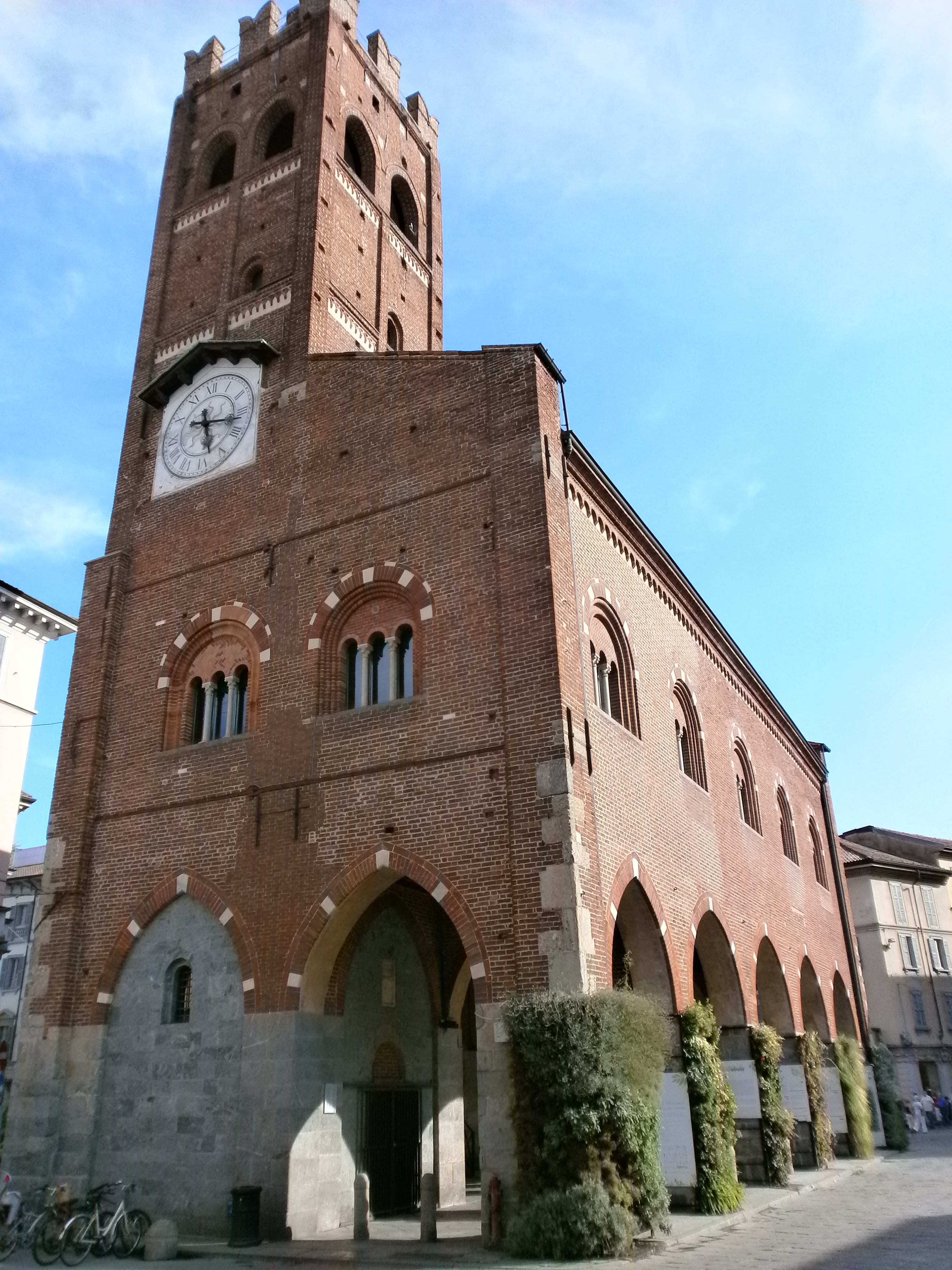
L'arengario
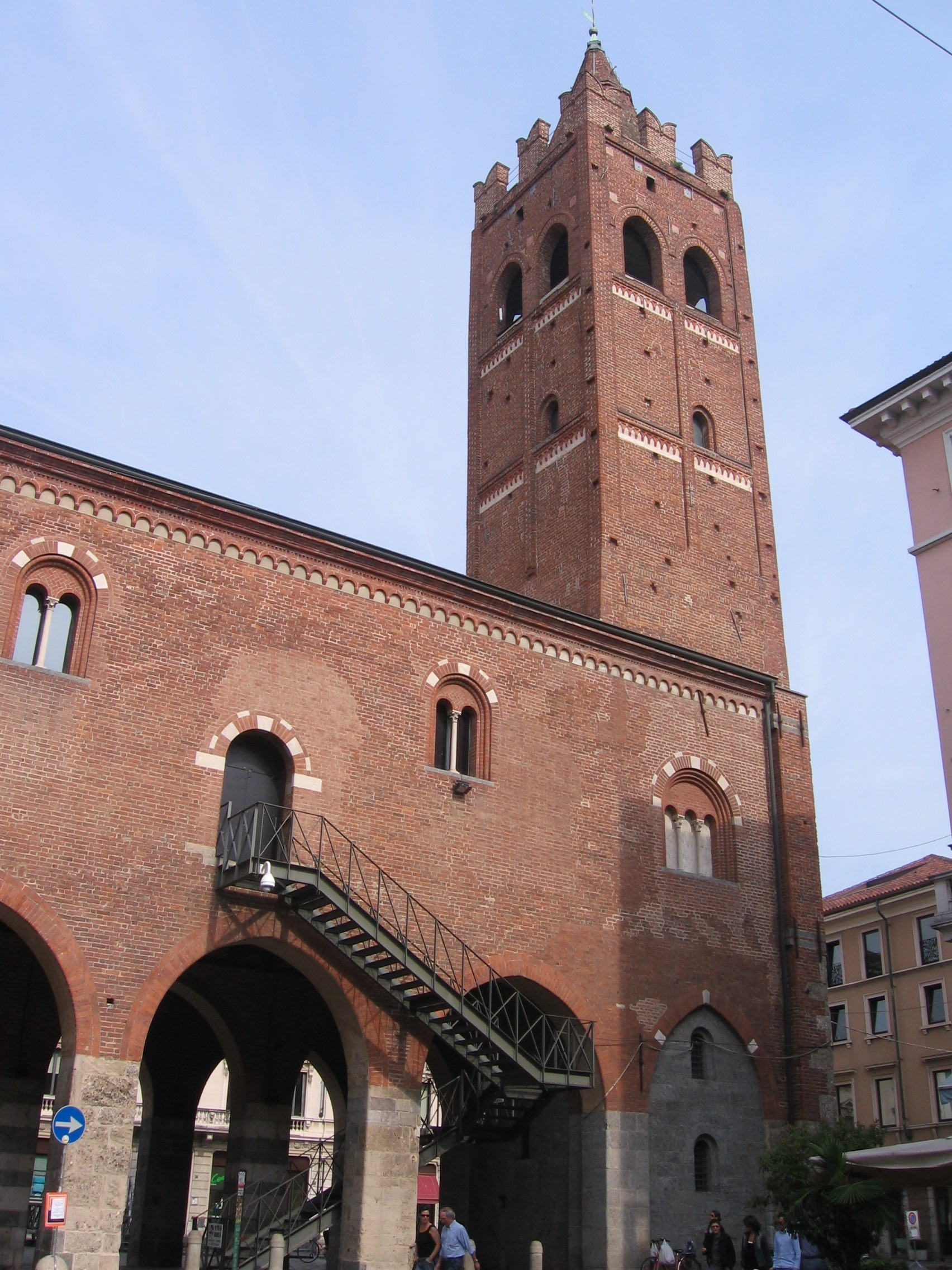
Veduta laterale
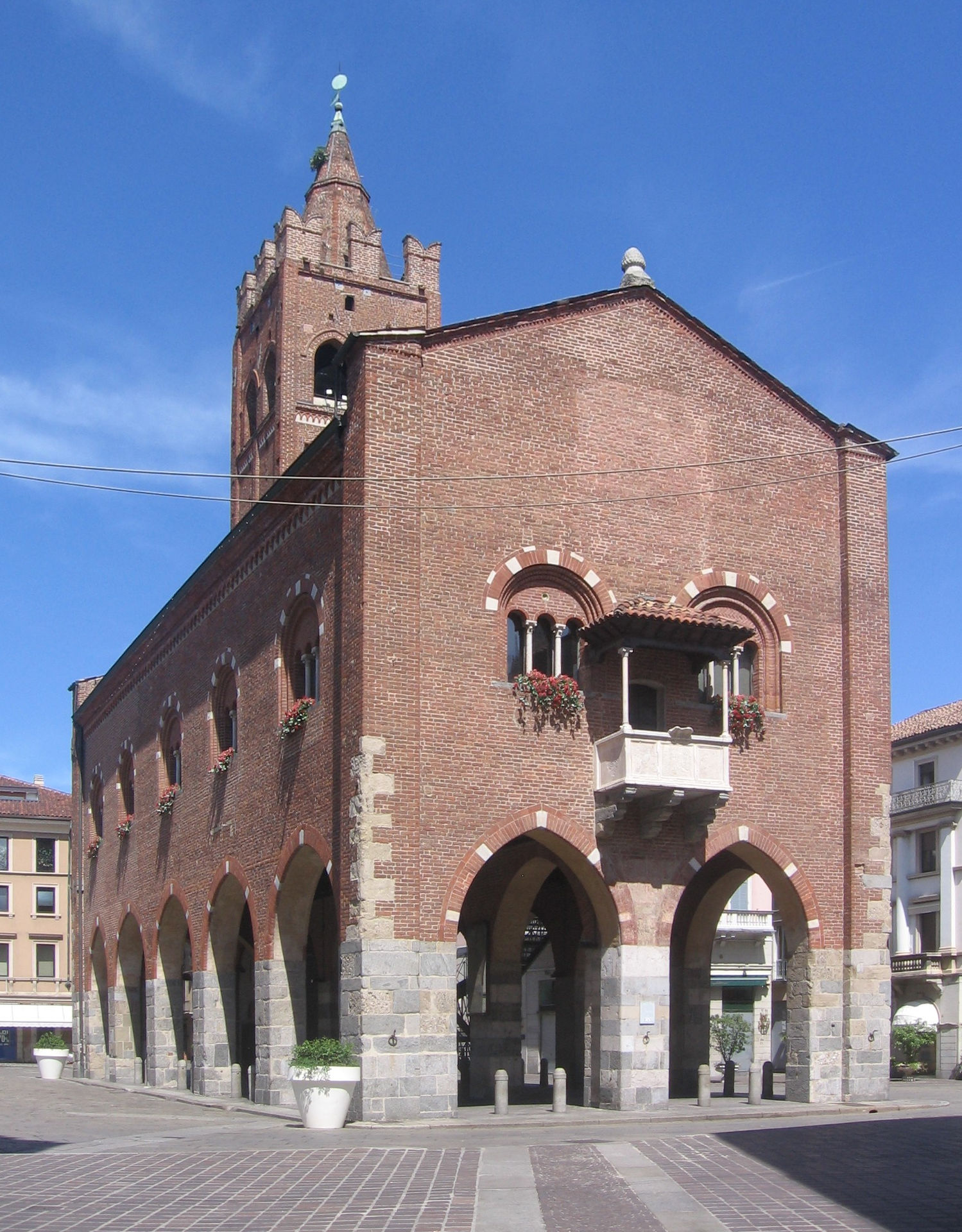
L'Arengario (prospettiva da via Italia)